# Walross
Das Walross (Odobenus rosmarus; frühere Synonyme: Trichechus rosmarus und Rosmarus arcticus) ist eine Robbenart, die in den kalten Meeren der Nordhalbkugel vorkommt.
Zwei Unterarten, das Atlantische (O. r. rosmarus) und das etwas größere Pazifische Walross (O. r. divergens), werden unterschieden. Das Walross gehört zur Ordnung der Raubtiere und ist die einzige Art in der Familie der Walrosse (Odobenidae).
Der zoologische Name Odobenus ist aus griechisch ὀδούς odous, deutsch ‚Zahn‘, und βαίνω bainō, deutsch ‚gehen‘, abgeleitet und rührt von der Beobachtung her, dass Walrosse sich an Land mit ihren Stoßzähnen vorwärts ziehen. Er wurde 1762 von Mathurin-Jacques Brisson in seinem Werk Regnum animale vergeben, während der ursprüngliche Artname Phoca rosmarus auf den schwedischen Naturforscher Carl von Linné zurückgeht, der Walrosse in seinem Werk Systema naturae noch zu den Echten Hundsrobben zählte.
Das Epitheton der pazifischen Unterart divergens (auseinanderlaufend) kommt aus dem lateinischen und bezieht sich auf die Stoßzähne.

## Merkmale
Walrossbullen werden etwa dreieinhalb Meter lang, die Kühe hingegen drei Meter; das Gewicht eines Männchens kann 1200 Kilogramm übertreffen, Weibchen wiegen je nach Unterart zwischen 600 und 800 Kilogramm. Walrosse können bis zu 40 Jahre alt werden.
Der plumpe Körper der Walrosse wirkt zwar aus der Entfernung kahl, ist aber von einem etwa einen Zentimeter kurzen, stoppeligen Haarkleid bedeckt, das mit zunehmendem Alter dünner wird. Die Haut ist mit etwa vier Zentimetern extrem dick und faltig; darunter befindet sich eine fünf bis acht Zentimeter dicke Fettschicht. Sie schützt die Tiere vor Kälte und Verletzungen durch scharfe Eiskanten oder spitze Steine. Bei erwachsenen Männchen ist sie an Nacken und Schultern nochmals verstärkt und dient hier wohl zusätzlich dem Schutz vor Verletzungen bei Rangkämpfen unter den Männchen. Bei der Geburt haben Walrosse eine kräftig rotbraune Farbe, im Alter werden sie immer blasser und sind schließlich gelblich-braun. An der Farbe eines Walrosses kann man daher sein Alter abschätzen. Brust- und Bauchregion sind in der Regel dunkler als die Rückengegend; die Flossen sind bei den Neugeborenen dunkelgrau, nehmen aber mit der Zeit eine bleichere Farbe an.

### Gebiss

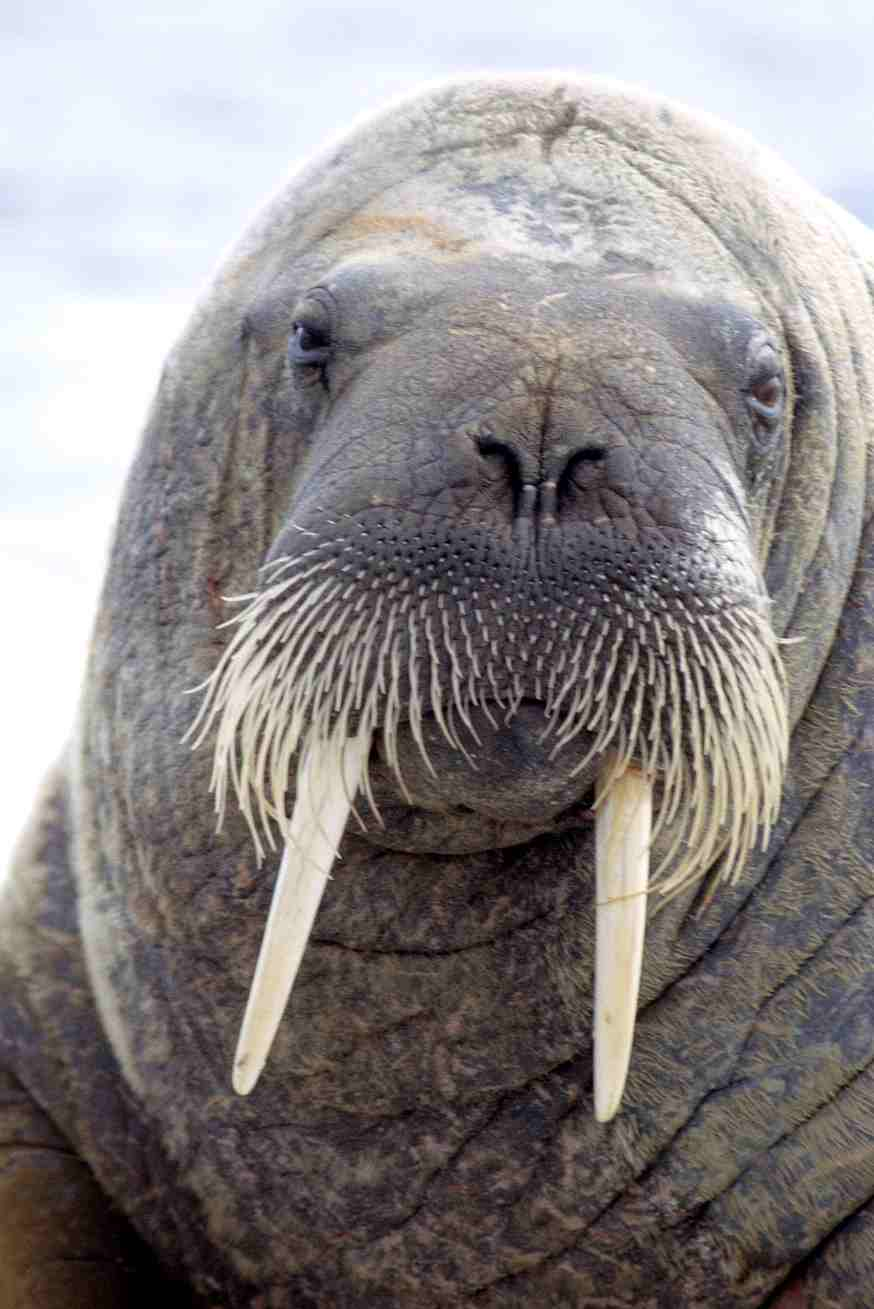
Walrossbulle in Foxe Basin

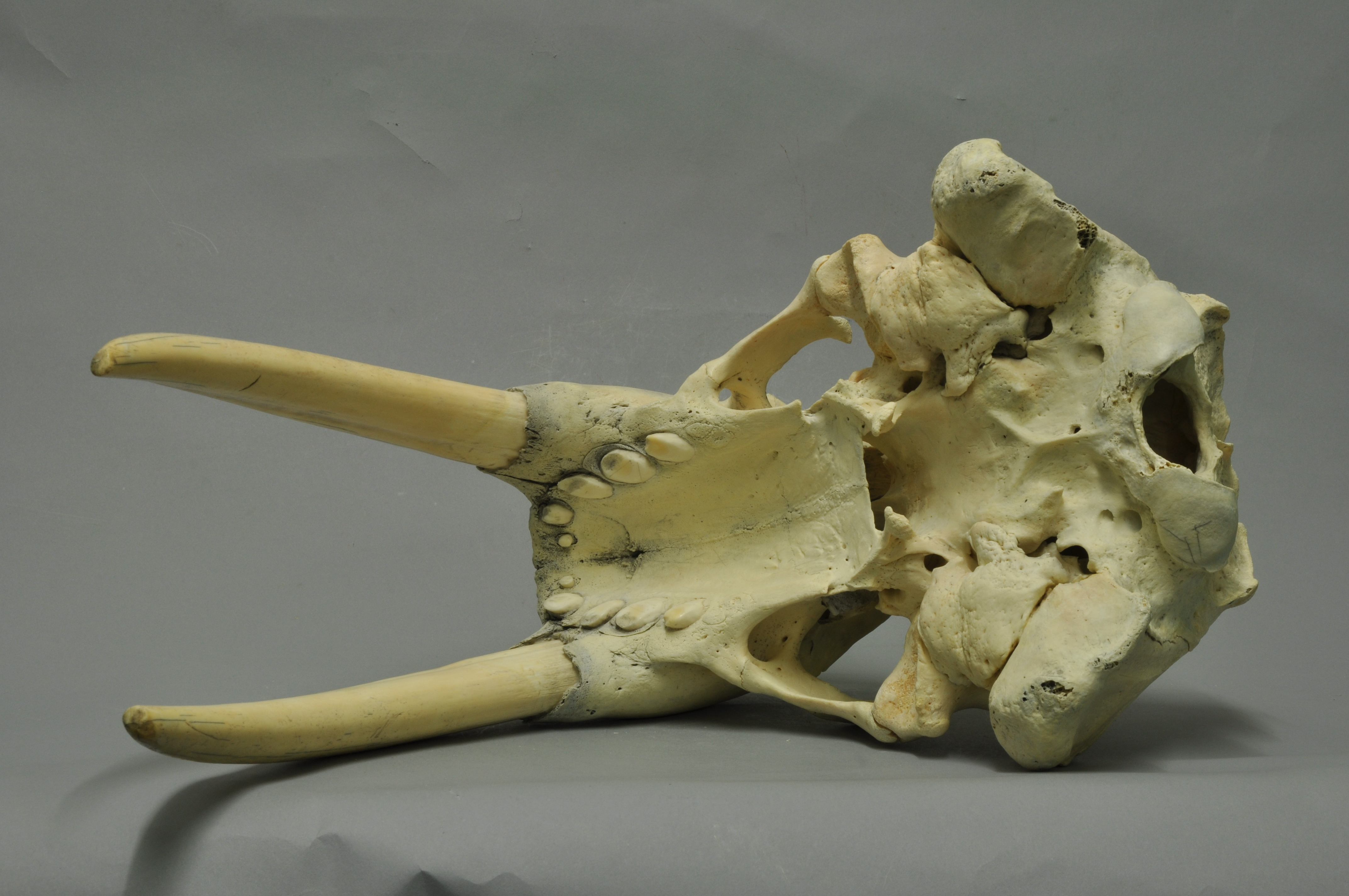
Schädel (Sammlung Museum Wiesbaden)

Das auffälligste Merkmal des Walrosses sind die zu langen Stoßzähnen ausgebildeten oberen Eckzähne, die auch als Hauer bezeichnet werden. Sie sind bei beiden Geschlechtern vorhanden, bei den Männchen aber in der Regel länger, stämmiger, von eckigerem Querschnitt und auch geradliniger, während die Stoßzähne der Weibchen meist im Querschnitt rund sind und eine stärkere Krümmung aufweisen. Im Schnitt werden sie 50 Zentimeter lang; ausnahmsweise werden Rekordlängen von 1 Meter beobachtet. Bei jungen Walrossen sind die Eckzähne noch nicht entwickelt, sie brechen erst im Alter von sechs bis acht Monaten durch und sind wegen der voluminösen, in Falten geworfenen Lippe meist erst nach anderthalb Jahren sichtbar. Der zunächst noch vorhandene Zahnschmelz nutzt sich bei den erwachsenen Tieren mit der Zeit ab und geht früher oder später ganz verloren. Bei älteren Tieren sind die Hauer oft vom langen Gebrauch stark abgestumpft und gelegentlich sogar gebrochen.
Die wichtigste Funktion der Stoßzähne neben zahlreichen anderen Funktionen, etwa zur Verteidigung gegen Fressfeinde, als Kopfstütze, zum Aufbrechen von Atemlöchern im Eis oder als Hilfsmittel beim Verlassen des Wassers, besteht darin, Geschlecht, Alter und sozialen Status ihrer Träger zu demonstrieren. Durch einfaches Vorzeigen ihrer imposanten Hauer sind dominante Tiere beiderlei Geschlechts zum Beispiel regelmäßig in der Lage, untergeordnete Individuen von günstigen Ruheplätzen zu verdrängen. Dadurch kommt es nur dann zum Kampf, wenn zwei Träger annähernd gleich langer Hauer aufeinandertreffen.
Während Jungtiere zunächst noch eine vollständige Bezahnung haben, fallen ihre unteren Schneidezähne aus, sobald die beiden Stoßzähne durchbrechen; die hinter den 3 bis 4 Vormahlzähnen gelegenen Backenzähne sind ohnehin verkümmert. Die Gesamtzahl der Zähne variiert zwischen 18 und 24 und kann durch die Zahnformel 1–2/0 1/1 3–4/3–4 0/0 ausgedrückt werden.

### Kopf und Sinnesorgane

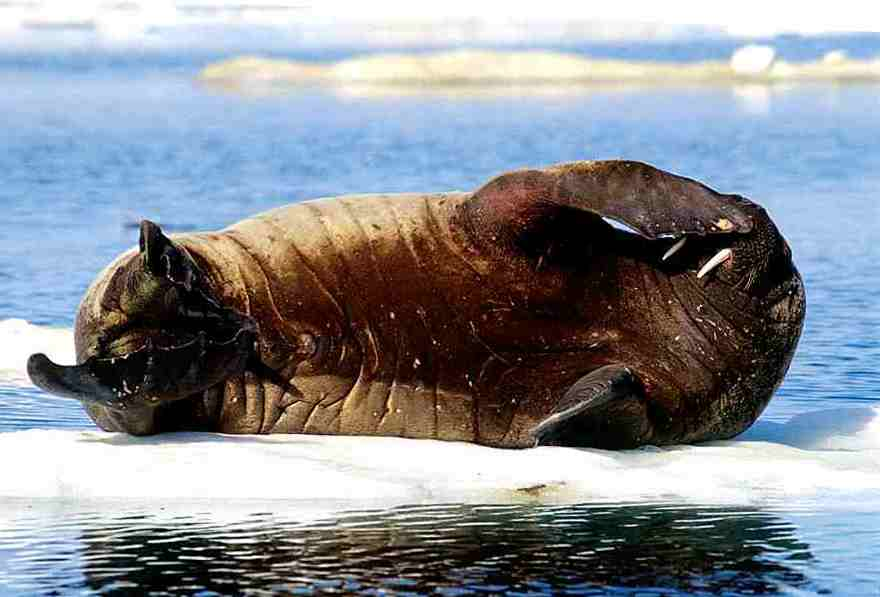
Sich kratzendes Walross

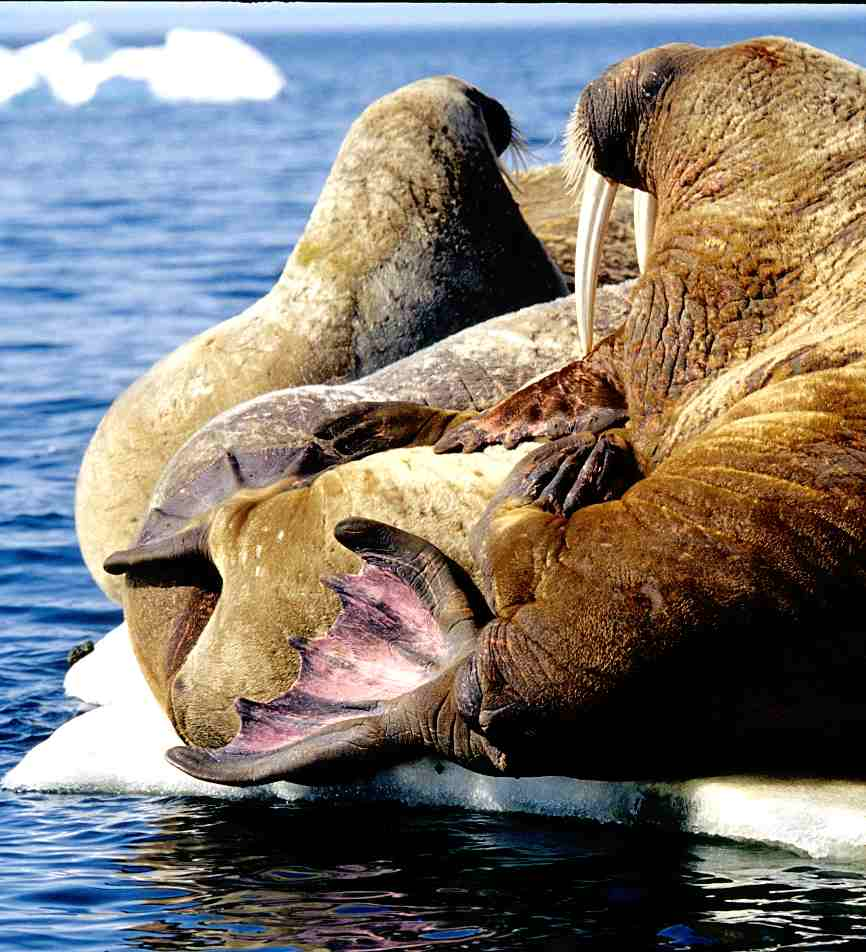
Walross mit gut sichtbaren Hinterflossen

Das bezeichnendste Merkmal des grob quaderförmigen Schädels ist der große Warzenvorsprung (Processus mastoideus) jedes Schläfenbeins (Os temporale), an dem die kräftige Nackenmuskulatur ansetzt. Im Gegensatz zu den Ohrenrobben besitzen Walrosse an ihrem Stirnbein (Os frontale) keine Vorsprünge an den Augenhöhlen (Orbita) und weisen auch keinen Scheitelkamm auf. Das Rostrum, die Schnauze, ist stumpf, die Haut der Oberseite stark verhornt.
Charakteristisch ist der aus bis zu 450 Tasthaaren bestehende Borstenbart, der reusenartig von der Oberlippe herabhängt und zur Erkennung und Unterscheidung verschiedener Beutearten dient. Jedoch wird er in freier Wildbahn weitgehend abgenutzt und ist nur bei im Zoo gehaltenen Tieren so prominent.
Die Augen der Walrosse sind im Vergleich zur Schädelgröße sehr klein; äußerlich sichtbare Ohren besitzen sie, anders als die Ohrenrobben, nicht. Die Mittelohrknochen sind vergleichsweise dünn.

### Flossen
Wie die wahrscheinlich verwandten Ohrenrobben haben Walrosse sehr bewegliche Flossen, mit denen sie nahezu jeden Punkt ihres Körpers erreichen können. Sie ermöglichen an Land eine größere Behändigkeit als beispielsweise die Gliedmaßen der Seehunde, auch wenn Walrosse nicht so geschickt sind wie Ohrenrobben. Die Flossen sind meist dreieckig geformt, wobei die obere Flossenseite leicht behaart ist, während die Unterseite keine Behaarung aufweist. Die je fünf Zehen laufen in knorpeligen Spitzen aus, auf denen sich etwas von den Zehenenden entfernt die eigentlichen Nägel befinden.

### Innere Anatomie
Männchen besitzen zwei Luftsäcke im Rachen, die sie aufblasen können, um damit verschiedene Laute hervorzubringen. Sie besitzen wahrscheinlich eine zweite Funktion als Luftkissen, mit dem im Wasser das spezifische Gewicht herabgesetzt wird, so dass die Tiere ohne größeren Aufwand an der Oberfläche schwimmen können.
Über die gesamte Körperoberfläche sind arteriovenöse Anastomosen verteilt, Querverbindungen zwischen Arterien und Venen, die einen schnellen Wärmeaustausch ermöglichen. Walrosse ähneln darin den Hundsrobben.
Der Penisknochen des Bullen ist mit einer Länge von über 60 Zentimeter der längste im Tierreich, sowohl in absoluter Länge als auch in Relation zur Körpergröße; die Hoden liegen im Körperinneren. Die Weibchen besitzen zweimal vier Milchdrüsen.

## Verbreitung und Lebensraum

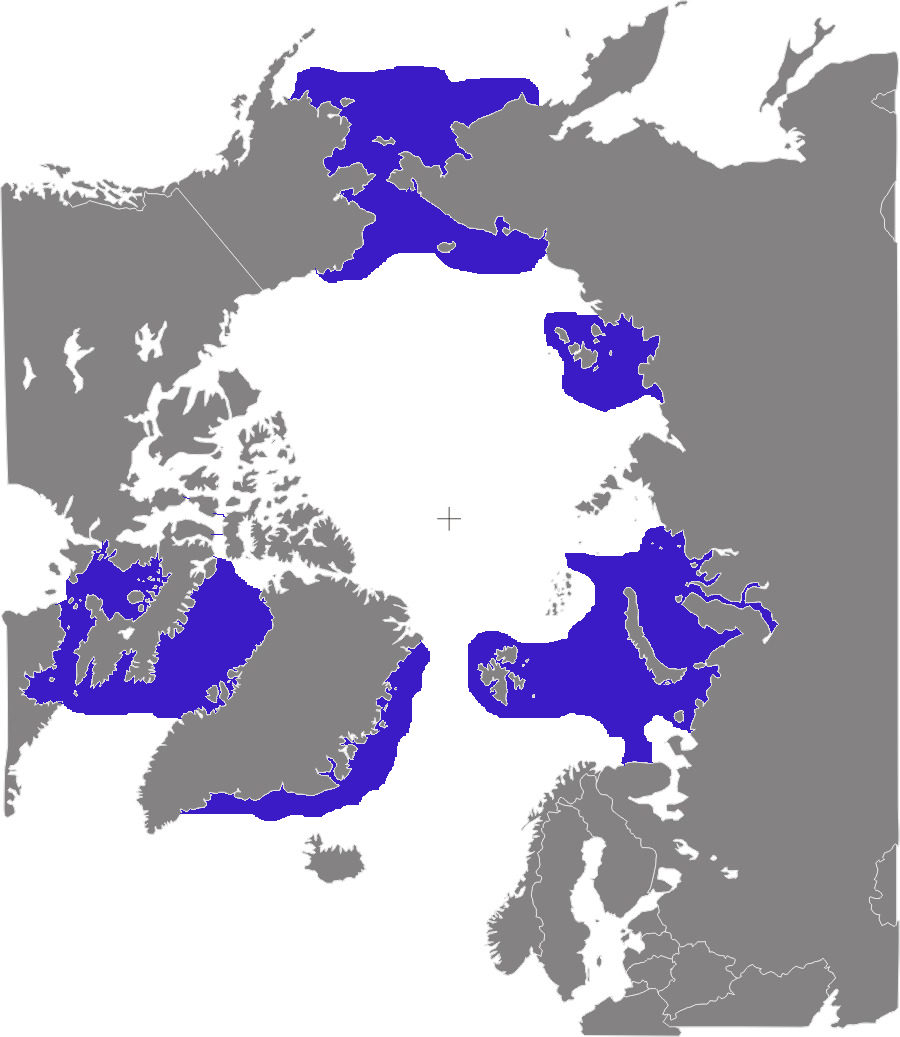
Verbreitungsgebiet in der Arktis

Meistens leben Walrosse auf dem Treibeis der Arktis. Im Winter ziehen sie südwärts, um dem Packeis auszuweichen, verlassen aber die polaren Breiten in der Regel nicht. Es gibt vier voneinander getrennte Populationen:
1. Das Pazifische Walross hält sich im Winter im Beringmeer auf; im Sommer durchqueren die Populationen die Beringstraße in Richtung Norden und suchten den Packeisrand in der Tschuktschensee auf. Da der Tschuktschensee inzwischen im Sommer eisfrei ist, nutzen sie den Strand am Kap Serdtse-Kamen als Ausruhort.[4]
2. Die westlichen Populationen des Atlantischen Walrosses leben zwischen der Hudson Bay und der Westküste Grönlands.
3. Die östlichen Populationen des Atlantischen Walrosses leben an der Ostküste Grönlands sowie im Bereich zwischen Spitzbergen und der Nordwestküste Sibiriens. Seltener finden sich die Tiere weiter südwärts; aus historischer Zeit sind mehr als 20 Aufzeichnungen von Walross-Fängen vor den Küsten der britischen Inseln bekannt. Auch aus neuerer Zeit gibt es Sichtungen von Walrossen beispielsweise auf den Shetlandinseln,[5] an der Küste Islands,[6] vor den Niederlanden, an der französischen und spanischen Küste sowie auf Rügen.[7]
4. An der Nordküste Sibiriens lebt eine weitere Population, die gelegentlich als eine dritte Unterart (Laptewsee-Walross, O. r. laptevi) eingestuft wird.
5. Eine ursprünglich auf Island vorkommende Walross-Population wurde durch die Wikinger ausgerottet.[8]

Die atlantischen Walrosse zeichnen sich durch kürzere Stoßzähne und einen etwas anders proportionierten Kopf mit breiterem Hinterhaupt und schmalerem Gesichtsschädel aus.
Fast immer bleiben die Tiere in flachen Küstengewässern, nahe an den Kontinentalabhängen oder an Packeisflächen. Obwohl sie sich meist nicht tiefer als etwa 80 Meter begeben, sind in Einzelfällen Tauchtiefen von bis zu 180 Metern nachgewiesen.

## Lebensweise

### Ernährung

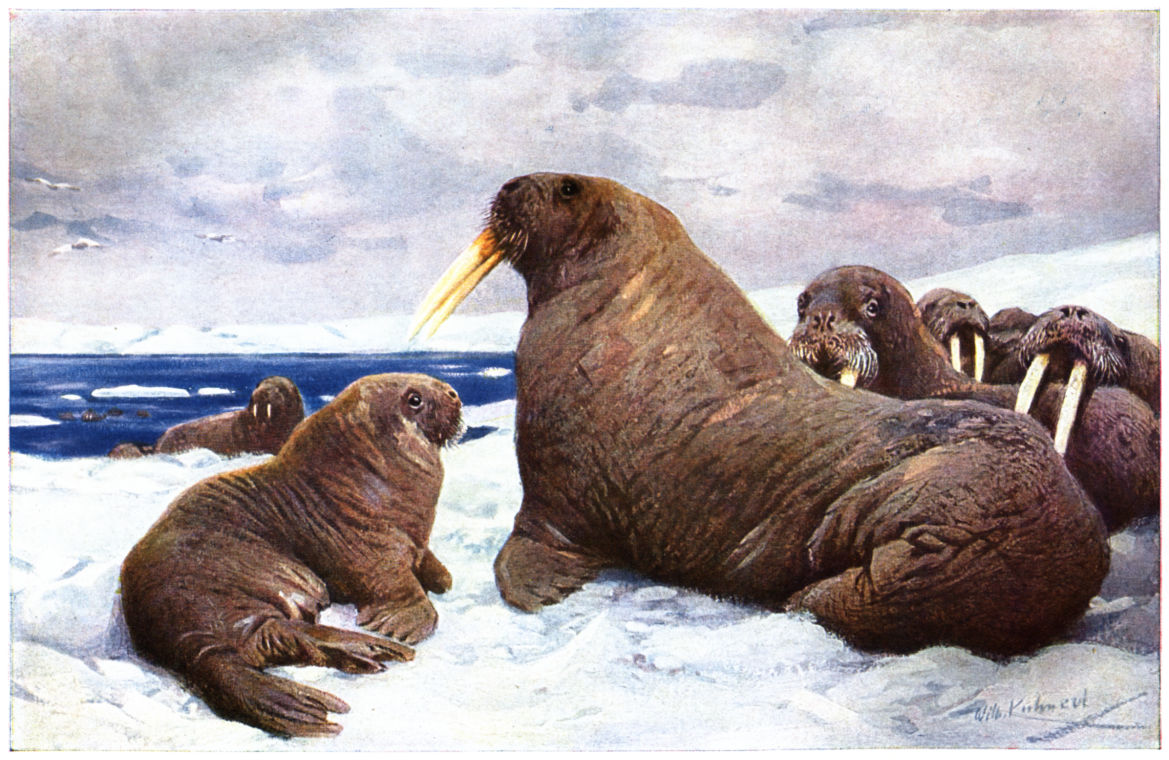
Walross-Familie, Gemälde von Wilhelm Kuhnert

Walrosse ernähren sich unter Wasser und können bis zu 30 Minuten lang tauchen. Sie fangen gelegentlich Fische, leben aber vorwiegend von Muscheln, besonders der Gattungen Mya, Cardium und Clinocardium, von Schnecken, Krebstieren wie Garnelen oder Krabben, Tintenfischen, Seegurken, Manteltieren und Würmern wie Vielborstern (Polychaeta) oder Priapswürmern (Priapulida). Bei der Suche nach im Meeresboden lebenden Organismen müssen sie ihn aufwühlen. Dazu setzen sie hauptsächlich ihre rechte Flosse ein (66 %), die linke weitaus seltener (4 %). Sie machen auch von ihrer Schnauze (29 %) und in manchen Fällen von einem selbsterzeugten Wasserstrahl, den sie auf den Meeresboden richten, Gebrauch (1 %). Die Stoßzähne kommen bei der Nahrungssuche nicht zum Einsatz.
Muscheln und Schnecken werden entweder zwischen den Vorderflossen oder durch festes Aufeinanderdrücken der Lippen geknackt. Aus Mageninhalten lässt sich schließen, dass ein Walross mehr als 50 Kilogramm Nahrung zu sich nehmen kann.
Obwohl Kleintiere die Hauptnahrung ausmachen, überwältigt das Walross manchmal auch sehr große Beute. Vor allem andere Robben fallen gelegentlich einem Walross zum Opfer, aber auch Angriffe auf Seevögel wurden schon in seltenen Fällen beobachtet; dazu kommt frisches Aas. Jagd auf Robben machen fast ausschließlich männliche Tiere, die einzelgängerisch leben. In manchen Fällen kam es auch zu Kannibalismus, wobei ein altes Tier neugeborene Walrosse fraß.

### Fortbewegung

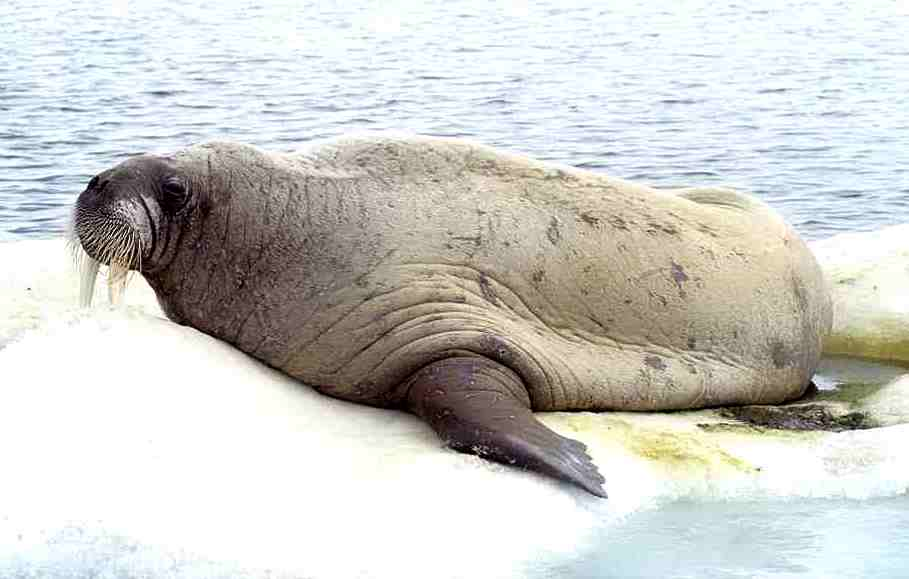
Walross in Foxe Basin

Im Wasser nutzen Walrosse ihre muskulösen Hinterflossen zum Vortrieb, während die Vorderflossen als Steuerruder eingesetzt werden. An Land bewegen sie sich oft mit allen vier Gliedmaßen voran. Das Gewicht ruht dabei auf den „Handflächen“ der Vorderflossen und den „Hacken“ der Hinterflossen. Sowohl „Finger“ als auch Zehen sind nach außen gerichtet; erstere zeigen nach hinten, letztere nach vorne. Manchmal werden aber auch nur die Vorderflossen eingesetzt, während die Hinterflossen wie bei den Hundsrobben nachgezogen werden.

### Fressfeinde, Parasiten und Krankheitserreger
Feinde hat das Walross kaum zu fürchten. Der Eisbär versucht gelegentlich eine Herde in Flucht zu versetzen, um zurückbleibende Einzel- oder Jungtiere zu erbeuten. Ausgewachsene Walrosse, die sich mit Hilfe ihrer Stoßzähne gut verteidigen können, werden dabei wohl nicht angegriffen. Gelegentlich werden jedoch Angriffe von Schwertwalen auf Walrosse beobachtet.
Die Haut der Walrosse ist ein vielfältiger Lebensraum für zahlreiche Arten blutsaugender Läuse (Anoplura, speziell Antarctophthirus trichechi); Kratz- (Acanthocephala) und Fadenwürmer (Nematoda) sind die am häufigsten auftretenden inneren Parasiten.
Gebrochene Stoßzähne und bakterielle Infektionen der Flossen oder Augen führen schnell zu Gewichtsverlust und Tod; häufig nachgewiesen ist besonders die Gattung Brucella. Die Auswirkungen viraler Infektionen durch Caliciviren und Morbilliviren sind noch weitgehend unerforscht.

### Sozialverhalten

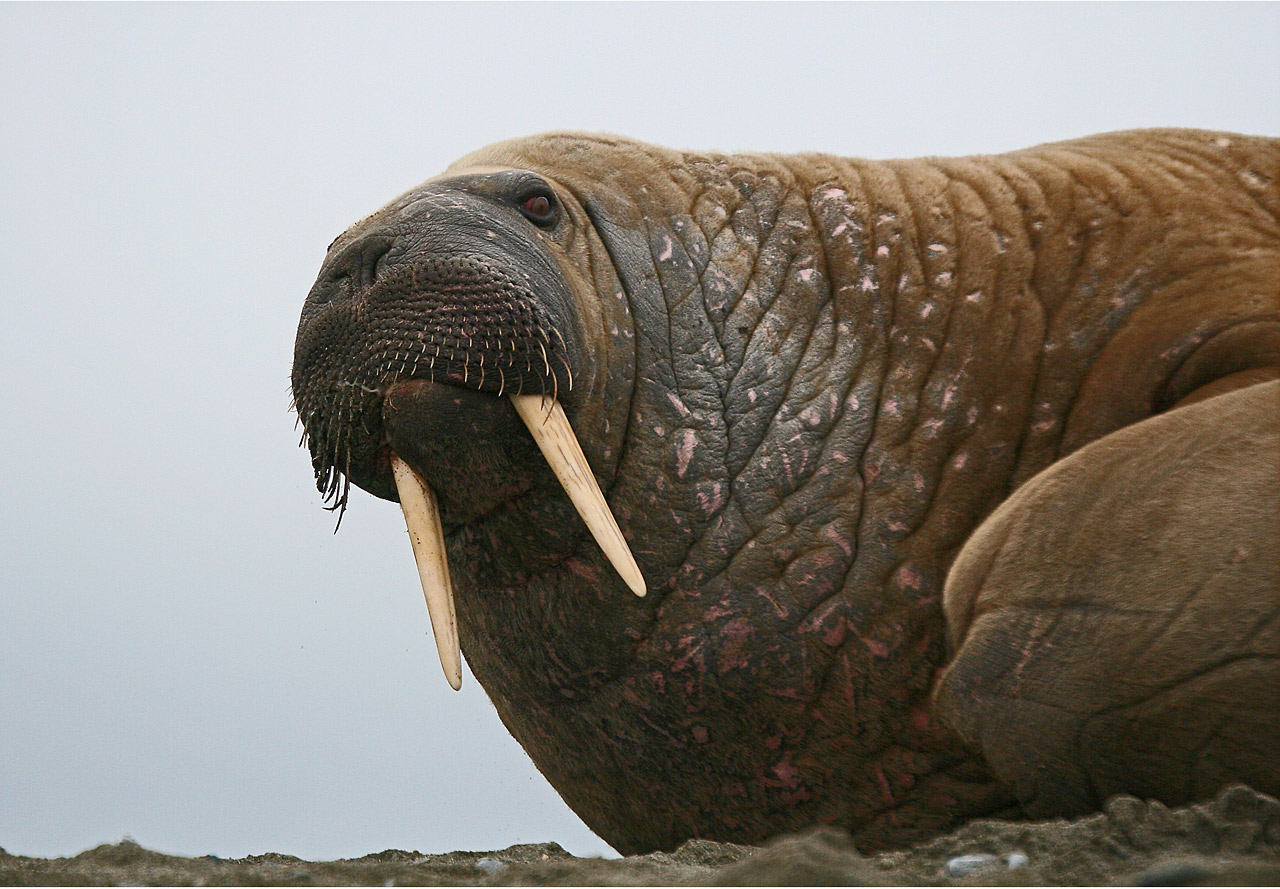
Walrossbulle auf Spitzbergen

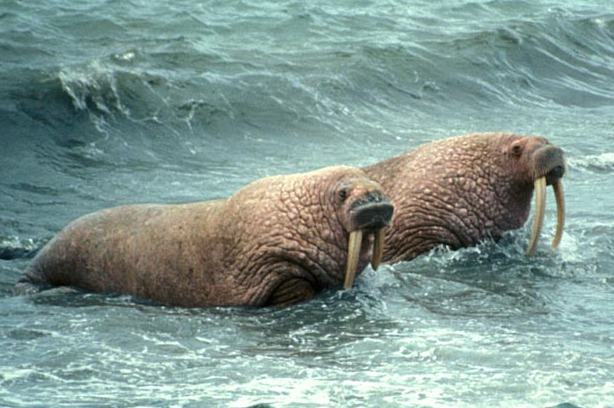
Zwei Walrosse gehen an Land

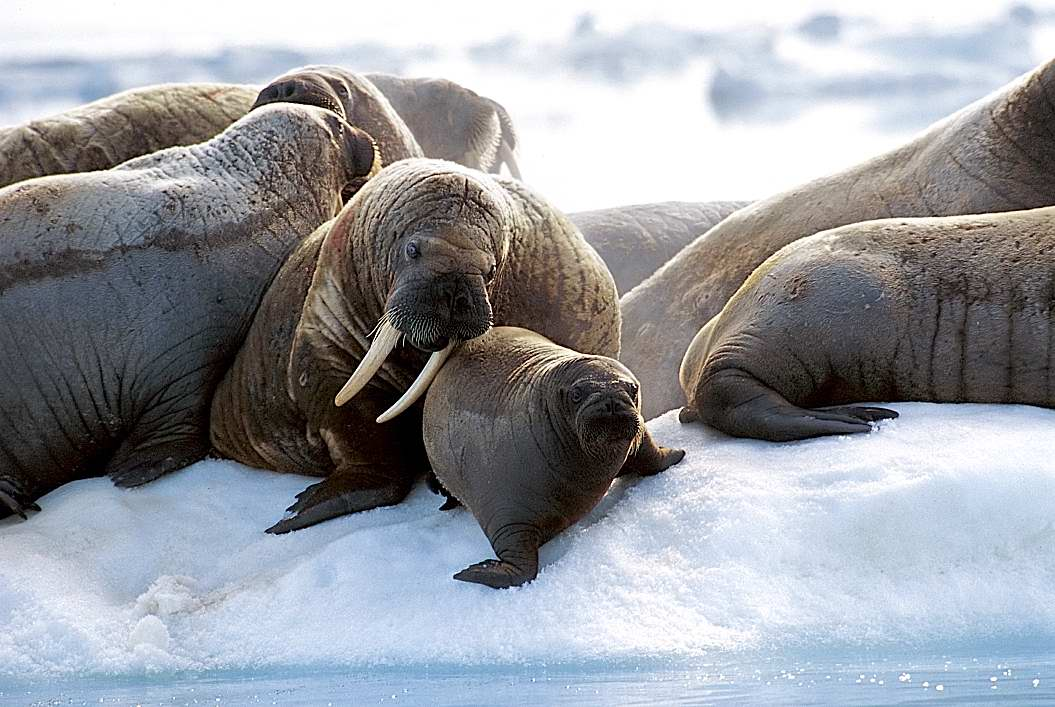
Walrosskuh und -kalb in einer Herde in Foxe Basin

Die Hälfte ihres Lebens halten sich Walrosse an Küsten arktischer Inseln oder am Packeisrand auf, wo sie sich in großen Herden versammeln. Außerhalb der Paarungszeit sind diese Herden meist nach Geschlechtern getrennt; Ausnahmen von dieser Regel existieren in einigen nordkanadischen Populationen, in denen Männchen und Weibchen das ganze Jahr über zusammenbleiben.
Zur Kommunikation innerhalb der Gruppen steht Walrossen ein großes Repertoire zur Verfügung, das Grunz-, Brüll- und Kreischlaute umfasst. Oft liegen die Tiere dicht bei- oder sogar aufeinander und reiben ihre Körper aneinander oder kratzen sich, ein Verhalten, das vermutlich dazu dient, Parasiten zu entfernen. Es gibt eine feste Rangordnung, die sich nach der Größe der Stoßzähne und der Körpergröße richtet. Vor allem zwischen den Bullen kommt es auch außerhalb der Paarungszeit zu Auseinandersetzungen, deren Grund ein bevorzugter Ruheplatz an Land sein kann. Haben Drohgebärden keinen Erfolg, kommt es zu Kämpfen, bei denen die Stoßzähne eingesetzt werden und die mit blutigen Wunden enden können.
Die Sozialstruktur der Herden zur Paarungszeit und das Fortpflanzungssystem selbst unterscheidet sich etwas zwischen den Unterarten. Walrosse der pazifischen Unterart sammeln sich zu mittelgroßen Gruppen, die aus zahlreichen Weibchen mitsamt ihrem Nachwuchs und einigen begleitenden Bullen bestehen. Diese können sich, wo die Bejagung durch den Menschen noch keine gravierenden Folgen hatte, zeitweilig oder beständig zu noch größeren Herden vereinigen, die dann mehrere tausend Tiere umfassen. Küstenlinien von 100 Kilometern und mehr werden dann von den Kolonien eingenommen. Die Männchen verbringen den größten Teil der Zeit im Wasser und stehen in starker Konkurrenz zueinander. Anders als bei der atlantischen Unterart sind sie jedoch nicht in der Lage, individuelle Weibchen zu verteidigen oder einen Harem zu führen. Als Folge haben sich aufwendige Rituale der Partnerwerbung herausgebildet: Die Männchen erzeugen unter Wasser Folgen von Klicks und glockenähnlichen Lauten, die sie durch Aufblasen ihrer Luftsäcke hervorrufen, an der Oberfläche dagegen diverse Pfeiftöne; insbesondere die Glockenlaute werden nur während der Paarungszeit dargeboten. Man geht heute davon aus, dass diese reiche Lautpalette und ihre unaufhörliche Darbietung in der Funktion dem Vogelgesang entspricht, also die Aufmerksamkeit von Konkurrenten und möglichen Partnerinnen erringen soll. Eine wichtige Grundlage dieses Systems ist die von den Weibchen ausgehende Partnerwahl. Bullen, die noch nicht die Geschlechtsreife erreicht haben, sammeln sich meist außerhalb der Paarungsgebiete in separaten eingeschlechtlichen Gruppen.
Die stabileren Verhältnisse im Atlantik und die im Allgemeinen kleineren Gruppen haben vermutlich dazu geführt, dass die dortige Unterart stattdessen ein Haremssystem hat. Auch wenn sich ähnliche Lautäußerungen registrieren lassen, spielen sie vermutlich bei der Partnerwahl nur eine untergeordnete Rolle: Anders als bei den pazifischen Walrossen sind die Männchen hier durch die Herausbildung stabiler Hierarchien in der Lage, größere Gruppen von Weibchen zu monopolisieren. So kommt in manchen Kolonien auf zwanzig Kühe ein kräftiger Bulle, während jüngere und schwächere Männchen im Konkurrenzkampf keine Chance haben und an Randplätze der Kolonie gedrängt werden. Zwischen etwa gleich starken Bullen kann es dagegen zu heftigen Kämpfen kommen.

### Fortpflanzung
Die Paarung findet zwischen Januar und Februar wahrscheinlich im Wasser statt. Nach der Befruchtung bleibt das Ei zuerst über vier bis fünf Monate dormant (Eiruhe, d. h., es entwickelt sich nicht weiter), bevor die elfmonatige eigentliche Tragzeit beginnt. Die Geburt findet in der Regel also im Mai des übernächsten Jahres statt, so dass sich ein zweijähriger Fortpflanzungsrhythmus ergibt, der sich bei älteren Kühen zunehmend verlängern kann. Jede trächtige Kuh bringt nur ein Kalb zur Welt; Zwillingsgeburten sind extrem selten. Die geringe Geburten- und Nachkommenzahl führt dazu, dass Walrosse eine selbst für Säugetiere extrem niedrige Fortpflanzungsrate haben und daher Populationsrückgänge nur über lange Zeiträume hinweg wieder ausgleichen können.
Die Kälber sind bei der Geburt knapp einen Meter lang, wiegen etwa 50 Kilogramm und können sofort schwimmen. Die ersten sechs Monate werden sie nur durch die Muttermilch ernährt, danach wird die Nahrung zunehmend durch andere Bestandteile ergänzt. Nach zwei Jahren werden die Jungtiere entwöhnt, bleiben aber noch ein bis drei weitere Jahre bei dem Muttertier. Weibchen werden mit vier bis zehn, durchschnittlich aber etwa sechs Jahren geschlechtsreif, Männchen erreichen die physiologische Geschlechtsreife mit neun bis zehn Jahren. Sie sind aber erst mit etwa fünfzehn Jahren in der Lage, sich im Konkurrenzkampf gegen Artgenossen durchzusetzen und tatsächlich Zugang zu Weibchen zu erhalten; diesen Zustand bezeichnet man als soziale Geschlechtsreife.

## Stammesgeschichte

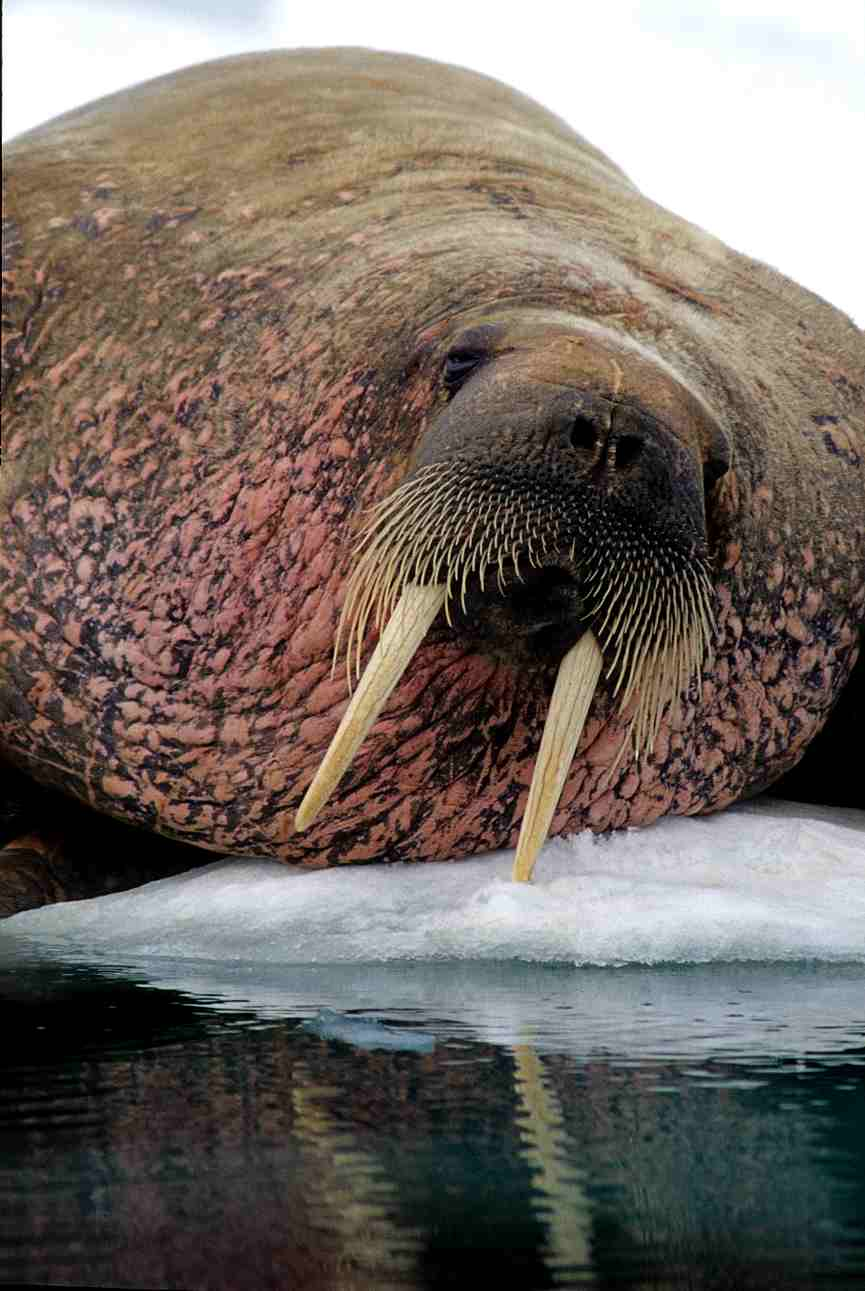
Walrosskuh in Foxe Basin

Die Walrossfamilie ist fossil seit dem Miozän nachgewiesen und stammt vermutlich wie die Ohrenrobben aus dem nördlichen Pazifik.
Im Miozän und im darauffolgenden Pliozän gab es noch mehrere Walross-Arten, die äußerlich noch sehr stark heutigen Seelöwen ähnelten. Im späten Miozän, vor etwa fünf bis zehn Millionen Jahren, waren sie anscheinend die dominante und zugleich vielfältigste Robbengruppe des Pazifiks. Zu dieser Zeit fand auch bei einigen Arten eine Umstellung von mehrheitlich fischbasierter Nahrung auf ein von der Fauna des Meeresbodens (Benthos) dominiertes Beutespektrum statt, die auch mit morphologischen Änderungen einherging. Dazu zählte etwa die Umstellung des Vortriebs im Wasser auf die Hinterflossen und die Vergrößerung der Eckzähne.
Zur Besiedelung des Atlantiks, die vor etwa fünf bis acht Millionen Jahren stattfand, gibt es zwei Hypothesen. Nach der einen fand sie entlang der nordamerikanischen oder sibirischen Küsten des Arktischen Ozeans statt, nach der zweiten wanderten die Vorfahren des heutigen Walrosses vor der Entstehung der Landbrücke zwischen Nord- und Südamerika in die Karibik ein und gelangten von dort nach Norden in die polaren Gewässer des Atlantiks.
Ob die pazifischen Populationen zwischenzeitlich ausstarben und der Pazifik erst im Pleistozän vor etwa einer Million Jahren sekundär, von entlang den Küsten des Arktischen Ozeans einwandernden atlantischen Populationen, wiederbesiedelt wurde, oder ob die Vorfahren der pazifischen Unterart auf die ursprünglichen Bewohner des Pazifiks zurückgehen, ist gegenwärtig noch unklar.
Sicher ist, dass die Walrosskolonien im Pleistozän wegen der günstigen eiszeitlichen Bedingungen sehr viel weiter südlich lebten als heute und selbst an den Küsten Mitteleuropas und Kaliforniens zu finden waren.

## Mensch und Walross

### Indigene Völker

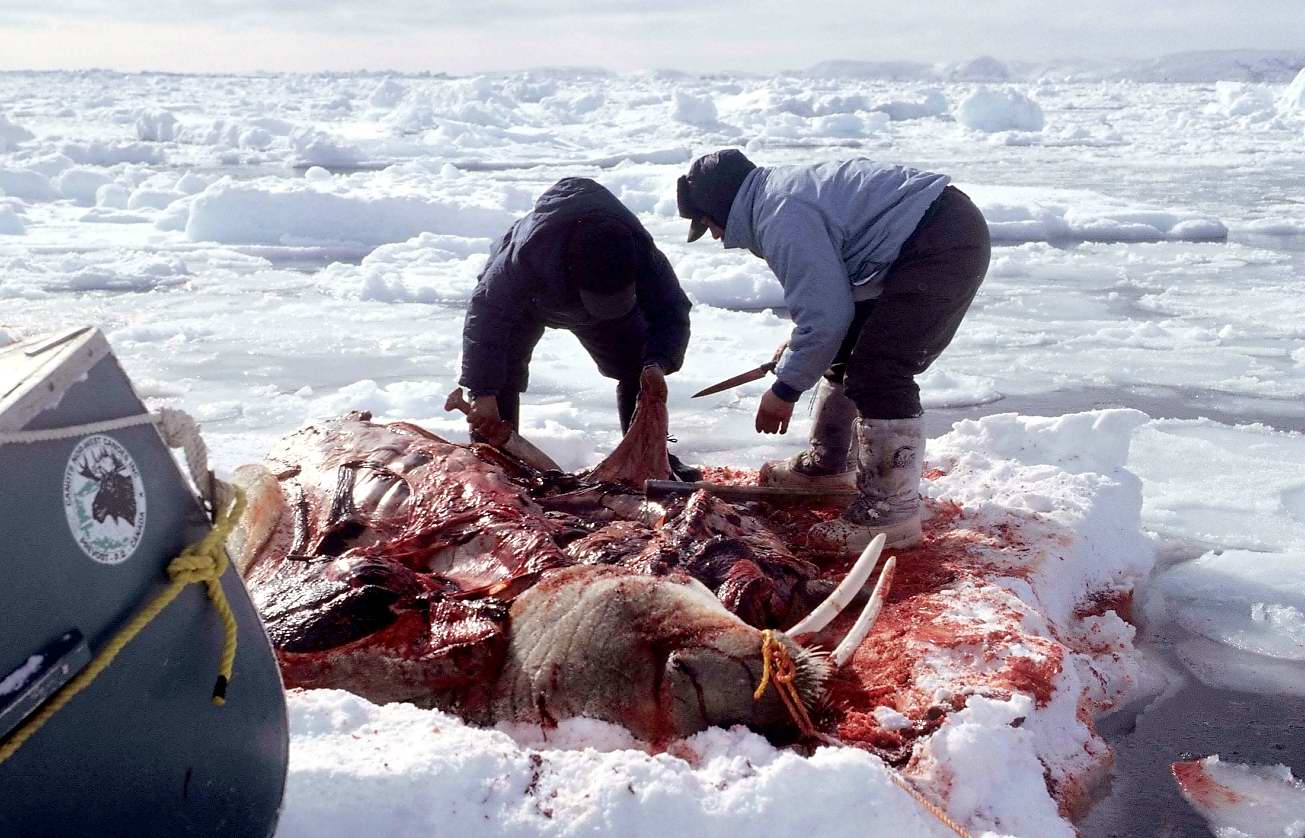
Walrossjagd: Zerlegen der Beute (Eisscholle in der Hudson Strait nahe Kinngait)

Im Leben und in der Kultur arktischer Völker, insbesondere der Eskimo, Tschuktschen und Korjaken, hat das Walross immer eine bedeutende Rolle gespielt. Sie verwendeten praktisch alle Körperteile: Das Walross lieferte Nahrung (Fleisch, Gedärm und Innereien), Heizmaterial (z. B. Tran), Baumaterial (Walrosshaut, Magenhaut, Knochen und Stoßzähne) für Erdsodenhäuser und Boote (Baidarka, Kajak und Umiak) sowie Material für Kleidung (Walrosshaut, Magenhaut). Walrossfleisch und sogar -flossen, monatelang in der Erde fermentiert, gelten noch heute als Delikatesse. Auch in der Mythologie und der Folklore der indigenen Völker spielt das Walross eine wichtige Rolle.
Einige Volksgruppen, vor allem die Küsten-Tschuktschen und die Yupik an der Beringsee, decken zum Teil noch heute bis zur Hälfte ihres Proteinbedarfs mit Walrossfleisch, im Übrigen mit dem Fleisch von Bartrobben, Ringelrobben und Walen. Schnitzereien aus Walrosselfenbein haben in der Arktis eine weit zurück reichende künstlerische Tradition. Bis heute trägt vielerorts in der Arktis das Gestalten von Kunstwerken aus Walrosselfenbein zur Wertschöpfung bei, so in vielen Dörfern in Tschukotka (vor allem Uelen) und Alaska (z. B. Shishmaref) sowie Nunavut (u. a. Iglulik), obwohl der internationale Handel mit Walrosselfenbein durch das Washingtoner Artenschutz-Übereinkommen beschränkt wird.
In Alaska und Russland gibt es eine regulierte Subsistenzjagd von vier- bis siebentausend Pazifik-Walrossen jährlich, worunter auch ein hoher Anteil (etwa 42 %) verletzter Tiere fällt. In Grönland und Kanada, wo die zahlenmäßig niedrigeren atlantischen Populationen noch bedroht sind, werden nur einige hundert im Jahr erlegt. Ein Ermitteln, welche Gefährdung der Bestände von solcher Jagd ausgeht, erweist sich als schwierig, da noch erhebliche Ungewissheit hinsichtlich Bestandsabschätzung und Populationsparameter wie Fertilität und Mortalität herrscht.

### Walrossjagd durch Nicht-Ureinwohner

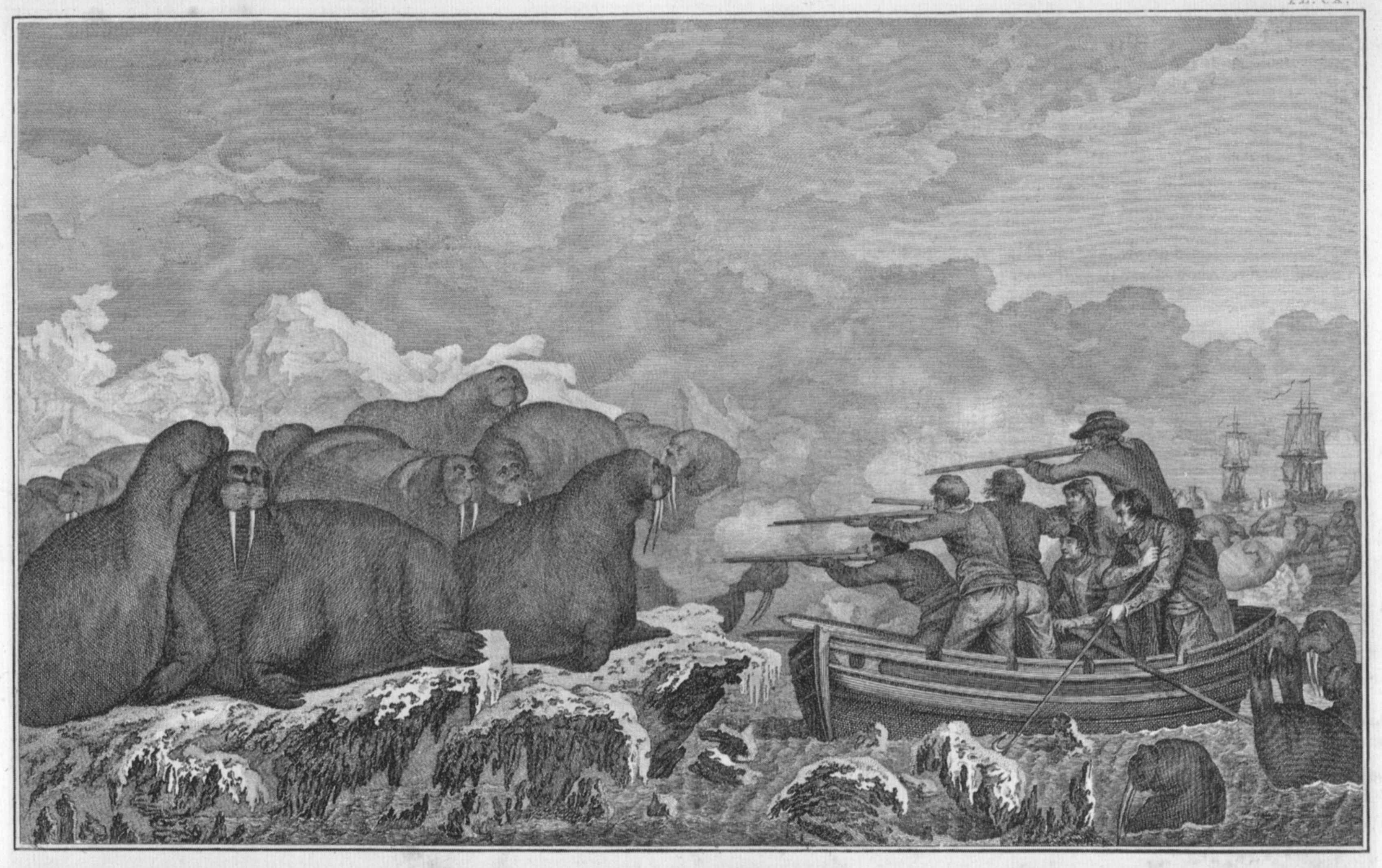
Walrossjagd um 1750

Mit dem Vordringen weißer Jäger in die arktischen Meere entwickelte sich für die Walrosskolonien eine fatale Situation. Walrosse wurden nun intensiv bejagt, vor allem wegen des Elfenbeins ihrer Stoßzähne, das qualitativ nur hinter dem von Elefanten zurücksteht. Entlang der Ostküste Nordamerikas kamen Walrosse bis nach Cape Cod und im Sankt-Lorenz-Golf vor. Dort wurden im 16. und 17. Jahrhundert jährlich mehrere tausend Walrosse erlegt. Im 19. Jahrhundert waren südlich von Labrador sämtliche Walrosse ausgerottet. Auf der Suche nach noch nicht erloschenen Kolonien drangen die Jäger in immer entlegenere Regionen vor. Welche Dimension das Hinschlachten von Walrossen annahm, zeigt die Schätzung, dass zwischen 1925 und 1931 allein an den Küsten der kanadischen Baffininsel etwa 175.000 Walrosse getötet wurden. Das Atlantische Walross war dadurch zeitweilig fast ausgestorben. Heute schätzt man den Bestand an Atlantik-Walrossen auf etwa 15.000 Tiere; aus unbekannten Gründen ist eine Erholung bis heute trotz Schutzmaßnahmen bei weitem noch nicht eingetreten.
Das Pazifische Walross wurde zwar vergleichbar dezimiert, obwohl das Jagen erst viel später begann. Aufgrund von Schutzmaßnahmen durch die USA und Russland hat sich der Bestand jedoch wieder erholt, so dass die Zahl der Pazifik-Walrosse heute wieder etwa 200.000 beträgt und die Art als nicht mehr bedroht gilt.

### Verschmutzung
Hinsichtlich der Verschmutzung ihres Lebensraumes sind Walrosse in erster Linie von Ölunglücken betroffen, da sich hochmolekulare Kohlenwasserstoffe auf dem Grund des Meeres und damit in den Nahrungsgründen der Walrosse ansammeln und die Zahl ihrer Beutetiere reduzieren können. Aufgrund des geringen Fettgehalts ihrer Nahrung ist dagegen die Belastung durch organische Chlorverbindungen und auch Schwermetalle wie Quecksilber geringer als bei anderen Meeressäugern (Robben jagende Walrosse bilden eine Ausnahme, da sie über diese Nahrungsquelle Schadstoffe aufnehmen). Regelmäßiger Lärm, wie er in der Nähe menschlicher Siedlungen etwa mit Flugplätzen verbunden ist, kann dazu führen, dass nahegelegene Paarungsplätze aufgegeben werden.
Wie sich die globale Erwärmung auswirken wird, ist noch ungewiss. Einerseits ist bekannt, dass Walrosse einst in wesentlich wärmeren Meeresgegenden lebten; andererseits zeigen Untersuchungen pazifischer Populationen, dass ein Rückgang der Fortpflanzungsrate in engem Zusammenhang mit dem Verlust großer zusammenhängender Packeisflächen steht. Dazu kommt, dass die Auswirkungen steigender Meerestemperaturen auf die Beute der Walrosse unvorhersehbar sind.

### Verhalten gegenüber dem Menschen

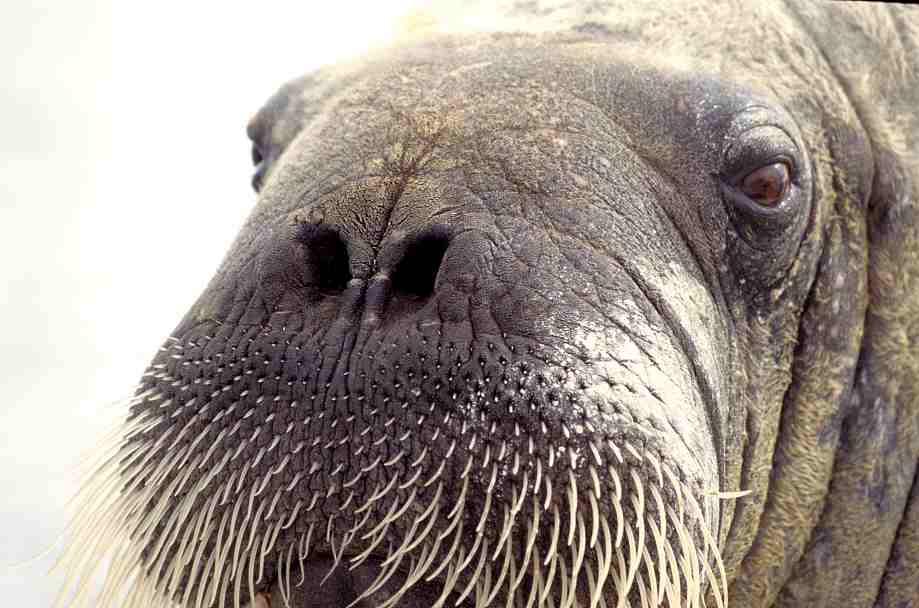
Walrossbulle in Foxe Basin

Bleibt der Mensch außerhalb der Fluchtdistanz des Walrosses, beobachtet es ihn zwar neugierig, ist für gewöhnlich aber wenig beunruhigt. Kommt ihm der Mensch (z. B. im Boot) allerdings zu nahe, zieht sich das Walross in der Regel von der Lagerstatt auf der Eisscholle ins schützende Wasser zurück und taucht für kurze Zeit unter. In Einzelfällen kann es allerdings auch zu Angriffen auf den Menschen kommen. Vor allem kleinere Boote wie Kajaks werden gelegentlich von aggressiven Bullen umgestoßen und die Insassen (nicht selten mit Todesfolge) attackiert. Der Ethnologe und Anthropologe Barry Lopez erzählt sogar von einem Walrossbullen, der einen Menschen auf einer Eisscholle angegriffen habe. Eine Walross-Kuh zerstörte ein Landeboot der russischen Marine, vermutlich um ihre Jungen zu schützen.
Als 2022 ein Walrossweibchen namens Freya ungewöhnlich weit südlich im Oslofjord vor der Hauptstadt Norwegens auftauchte, legte es sich mitunter auf Schiffe und verfolgte Paddler. Trotz Warnung hielten Schaulustige gefährlich wenig Abstand. Das etwa 5 Jahre alte, 600 kg schwere, gestresst wirkende Walross wurde von der norwegischen Fischereibehörde am 14. August 2022 getötet, was Kritik seitens Tierschutzorganisationen auslöste.

### Zoos

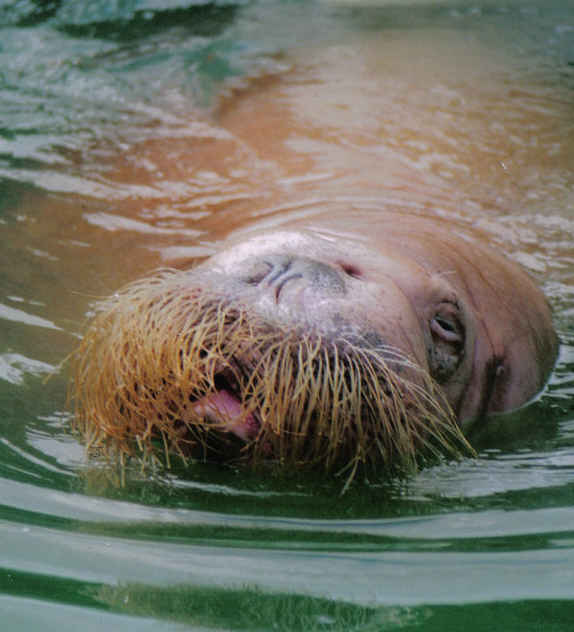
„Tanja“ im Sommer 2006

Gelegentlich werden Walrosse in Zoos gehalten. Als Maskottchen des Norddeutschen Rundfunks erlangte etwa das Walross Antje Popularität. In Deutschland wurde 5 Jahre lang kein Walross in Gefangenschaft gehalten, nachdem Tanja, ein 33-jähriges Walrossweibchen, im Zoo von Hannover 2007 wegen Altersbeschwerden eingeschläfert worden war. Im Juli 2012 eröffnete das neue Eismeer im Tierpark Hagenbeck. Im Juni 2014 wurde ein Walrossbulle (Thor) im Tierpark Hagenbeck geboren und ist damit das erste in Menschenobhut geborene Walrosskalb Deutschlands. Am 5. Juni 2015 wurde, ebenfalls in Hagenbeck, Loki, ein weibliches Walrosskalb mit einer Missbildung geboren, es starb am 21. August 2017. Seitdem wurden zwei Jungtiere geboren. Gegenwärtig (2. August 2023) leben in Hamburg vier Walrosse.
Der Europäische Zooverband betreibt ein Zuchtprogramm für Walrosse, das im Tierpark Hagenbeck organisiert wird. Gegenwärtig nimmt daneben nur der Zoo Pairi Daiza im belgischen Brugelette an dem Programm teil. Dort lebten 2022 sieben Walrosse.

### Das Walross in der Lyrik

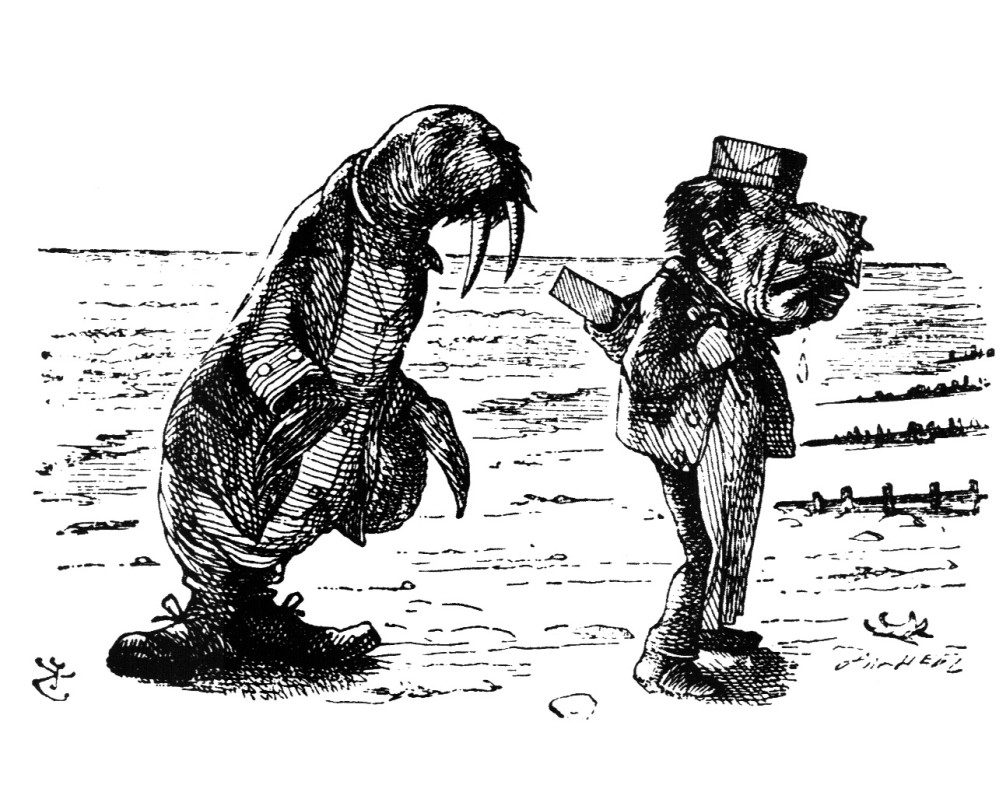
Walross und Zimmermann (John Tenniel, 1872)

Das Walross und der Zimmermann (engl. The Walrus and the Carpenter) ist ein Gedicht, das dem Mädchen Alice in Lewis Carrolls Buch Alice hinter den Spiegeln von Zwiddeldum und Zwiddeldei vorgetragen wird. Es umfasst 18 Strophen und enthält surreale Nonsens-Elemente, die während des Strandspaziergangs des Walrosses und des Zimmermannes in deren Gespräch thematisiert werden. Dabei folgen ihnen auf Einladung erst wenige, dann immer mehr Austern. Das Gedicht endet mit dem beiläufigen Verzehr dieser Schalentiere durch die Protagonisten, was bei Alice einen Konflikt auslöst, wen von beiden sie weniger mag. Eine Antwort auf diese Frage erfolgt nicht.
Auch das von diesem Gedicht inspirierte I Am the Walrus der Beatles aus dem Jahr 1967 verwendet absurde und psychedelische Wortkonstrukte und Metaphern.

### Film
Walrösser sind nicht nur Gegenstand zahlreicher Dokumentarfilme; ein fiktives Walross tritt im animierten französischen Kurzfilm Opi, das Walross auf.
Im Film Tusk wird ein Mann in ein Walross verwandelt. Der Film erwähnt Rangkämpfe und anatomische Eigenheiten, wie das Baculum, welches als Requisite gezeigt wird.